# いちき串木野市
いちき串木野市（いちきくしきのし）は、鹿児島県の本土西部に位置する市。市名はかつて存在した市来町と串木野市を合わせた合成地名である。県内の地域区分では鹿児島市と同じ鹿児島地域振興局管内に属する。
吹上浜の北端に位置し、かつては金山と遠洋マグロ漁業が栄えていた。現在ではスポーツ競技の強豪高校である神村学園の所在地や、薩摩揚げ発祥の地として全国に知られている。鹿児島中央駅からJR鹿児島本線を利用して約35分ほどの距離に位置する。

## 地理

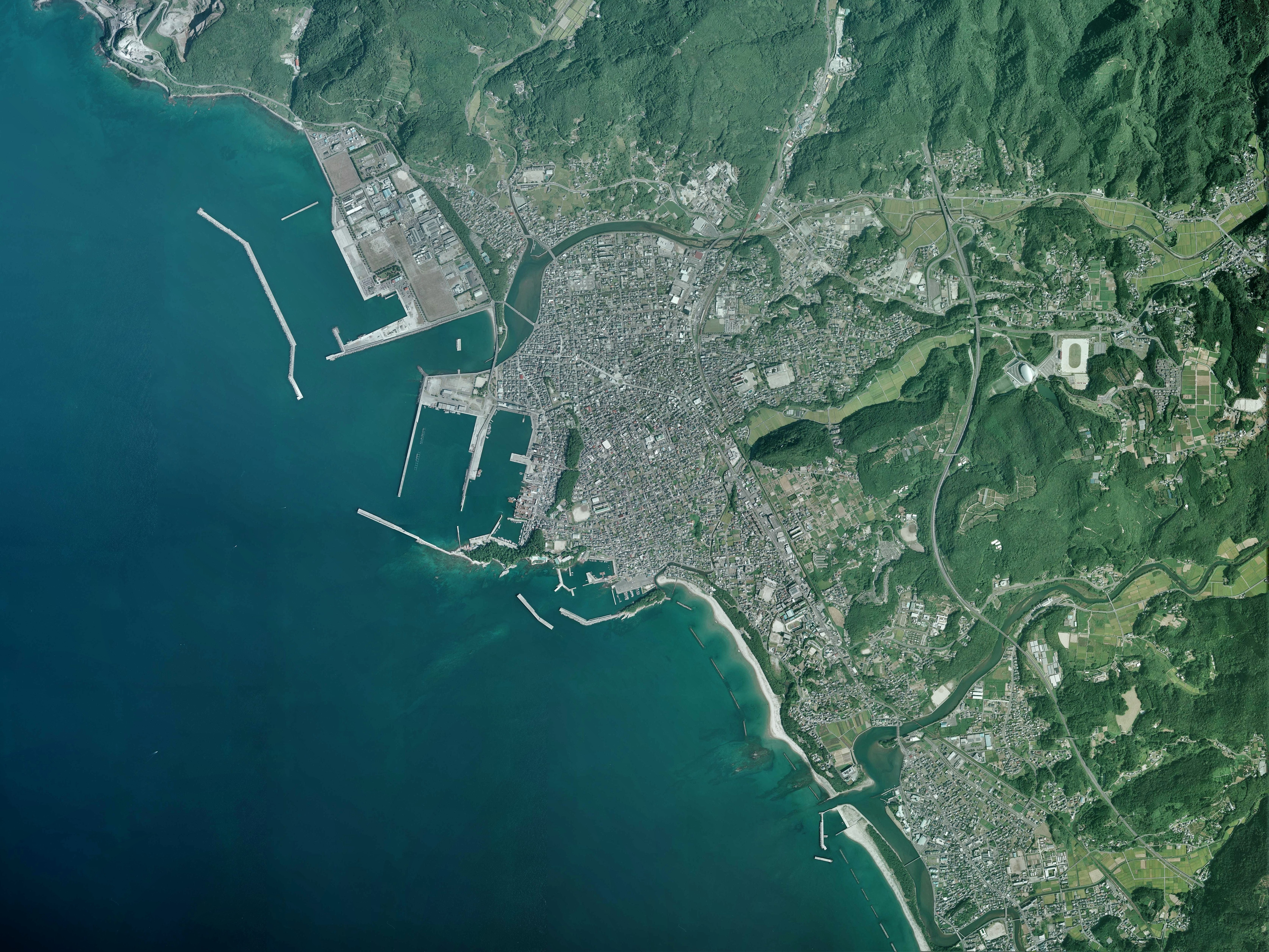
串木野地区中心部周辺の空中写真。
2013年9月19日撮影の8枚を合成作成。。

鹿児島県本土の西部、吹上浜の北端に位置する市である。2005年10月11日に旧串木野市、日置郡市来町との合併で発足した。全域が旧日置郡に含まれる。
東西に細長い市域を取っており、市の西部に位置する羽島から東部に位置する冠嶽までは県道などを用いておおむね25分ほどの時間を要する。鹿児島県の地域分けでは鹿児島市と同様に鹿児島地区に分けられる。串木野地域と市来地域は市を横断する八房川で区切られているが、八房川南部の一部地域は串木野地域である。
市内を鹿児島本線および南九州西回り自動車道が縦断しており、川内方面や伊集院・鹿児島方面への利用者やアクセスが多い。市の中心駅である串木野駅には、鹿児島中央駅からの折り返し列車も設定されている。また市中部にはスポーツ強豪校として名高い神村学園が所在し、2009年にJR神村学園前駅が開業すると市外からの通学がより容易になった。
航路では串木野新港から甑島の里港を結ぶフェリーが設定されている。また道路では枕崎市を始点とし、大部分を吹上浜と並走しながら南さつま市、日置市を通って本市に至る国道270号の終点がある。
北部は金山峠を越えて薩摩川内市の川内地域 (木場茶屋町)、東部は阿母峠を越えて同市の樋脇地域 (樋脇町市比野) と接している。また南部は日置市の東市来地域 (東市来町湯田) と接している。

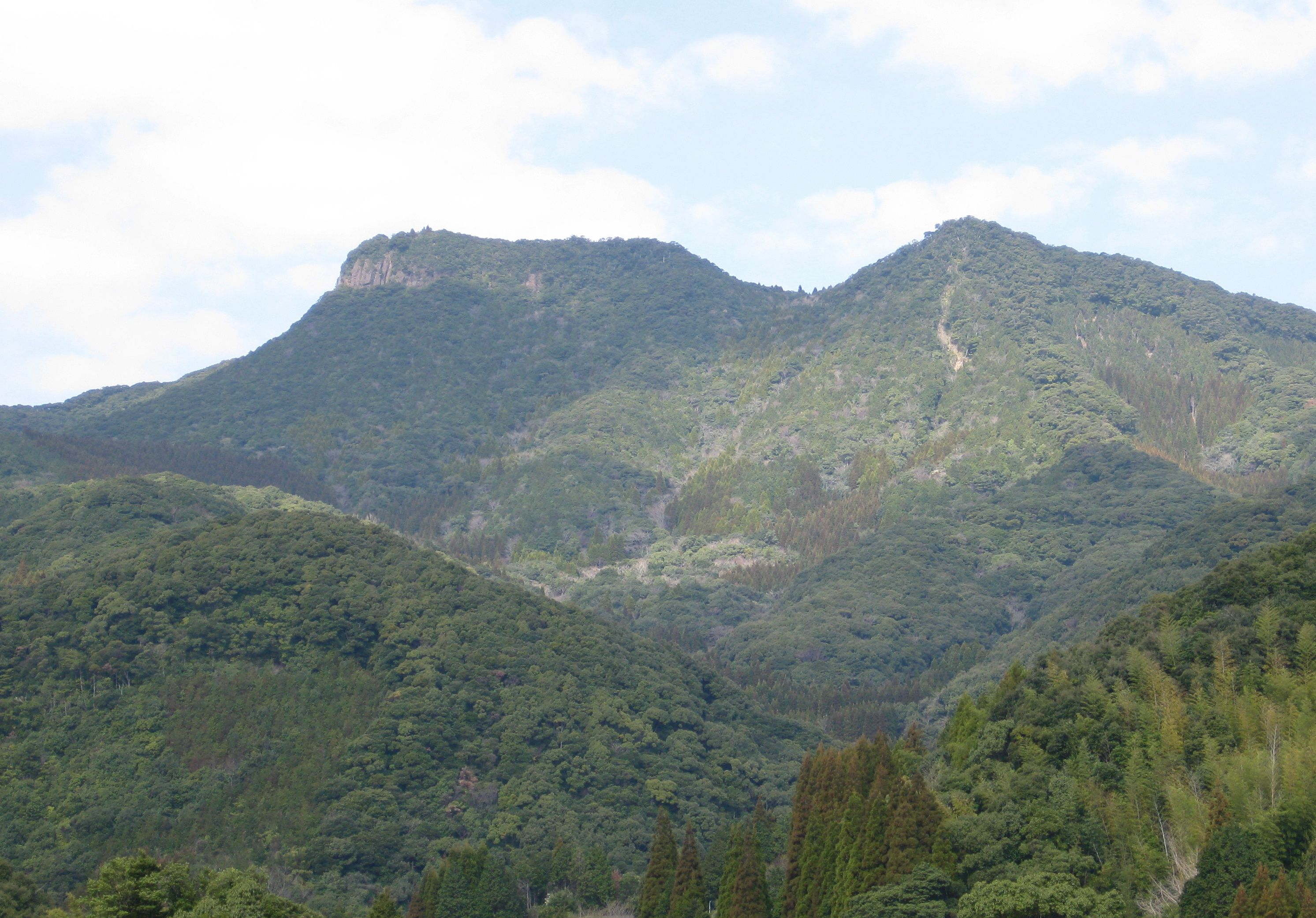
冠岳（西岳）

- 山 : 弁財天山、冠岳
- 河川 : 大里川、五反田川、八房川
- 湖沼 :萬福池

### 隣接している自治体
- 薩摩川内市
- 日置市

### 地名
旧串木野市
- 荒川
- 冠嶽
- 上名
- 下名(2012年、町名設置が完了し、廃止)
- 羽島

1954年以後、順次町名設置が行われている。
- 曙町（1954年、下名）
- 旭町（1954年、下名）
- 浦和町（1954年、下名）
- 大原町（1954年、下名）
- 御倉町（1954年、下名）
- 春日町（1954年、下名）
- 北浜町（1954年、下名）
- 京町（1954年、下名）
- 栄町（1954年、下名）
- 桜町（1954年、下名）
- 汐見町（1954年、下名）
- 昭和通（1954年、下名）
- 新生町（1954年、下名）
- 住吉町（1954年、下名）
- 高見町（1954年、下名）
- 中尾町（1954年、下名）
- 西浜町（1954年、下名）
- 日出町（1954年、下名）
- 港町（1954年、下名）
- 本浜町（1954年、下名）
- 元町（1954年、下名）
- 塩屋町（1969年、下名）
- 緑町（1969年、下名）
- 小瀬町（1983年、下名）
- 長崎町（1983年、下名）
- 美住町（1983年、下名）
- 西塩田町（1988年、下名）
- 西島平町（1988年、下名）
- 東塩田町（1988年、下名）
- 東島平町（1988年、下名）
- 西薩町（1990年、下名）
- 愛木町（年不詳、羽島）
- 口之町（年不詳、羽島）
- 浜田町（年不詳、羽島）
- まぐろ本町（年不詳、下名地先）
- 恵比須町（2011年、下名）
- 海瀬（2011年、下名）
- 金山（2011年、下名）
- 金山下（2011年、上名・下名）
- 薩摩山（2011年、下名）
- 芹ケ野（2011年、下名）
- 照島（2011年、下名）
- 野下（2011年、下名）
- 野元（2011年、下名）
- 浜ケ城（2011年、下名）
- ひばりが丘（2011年、下名）
- 平江（2011年、下名）
- 深田上（2011年、下名）
- 深田下（2011年、下名）
- 別府（2011年、下名）
- 三井（2011年、上名）
- 八房（2011年、下名）
- 袴田（2012年、上名）
- 生福（2012年、上名）
- 河内（2012年、上名）
- 浅山（2023年、上名）
- 大薗（2023年、上名）
- 小薗（2023年、上名）
- 麓（2023年、上名）

旧市来町
- 大里
- 川上
- 湊町
- 湊町1丁目 - 4丁目（2008年町名設置）

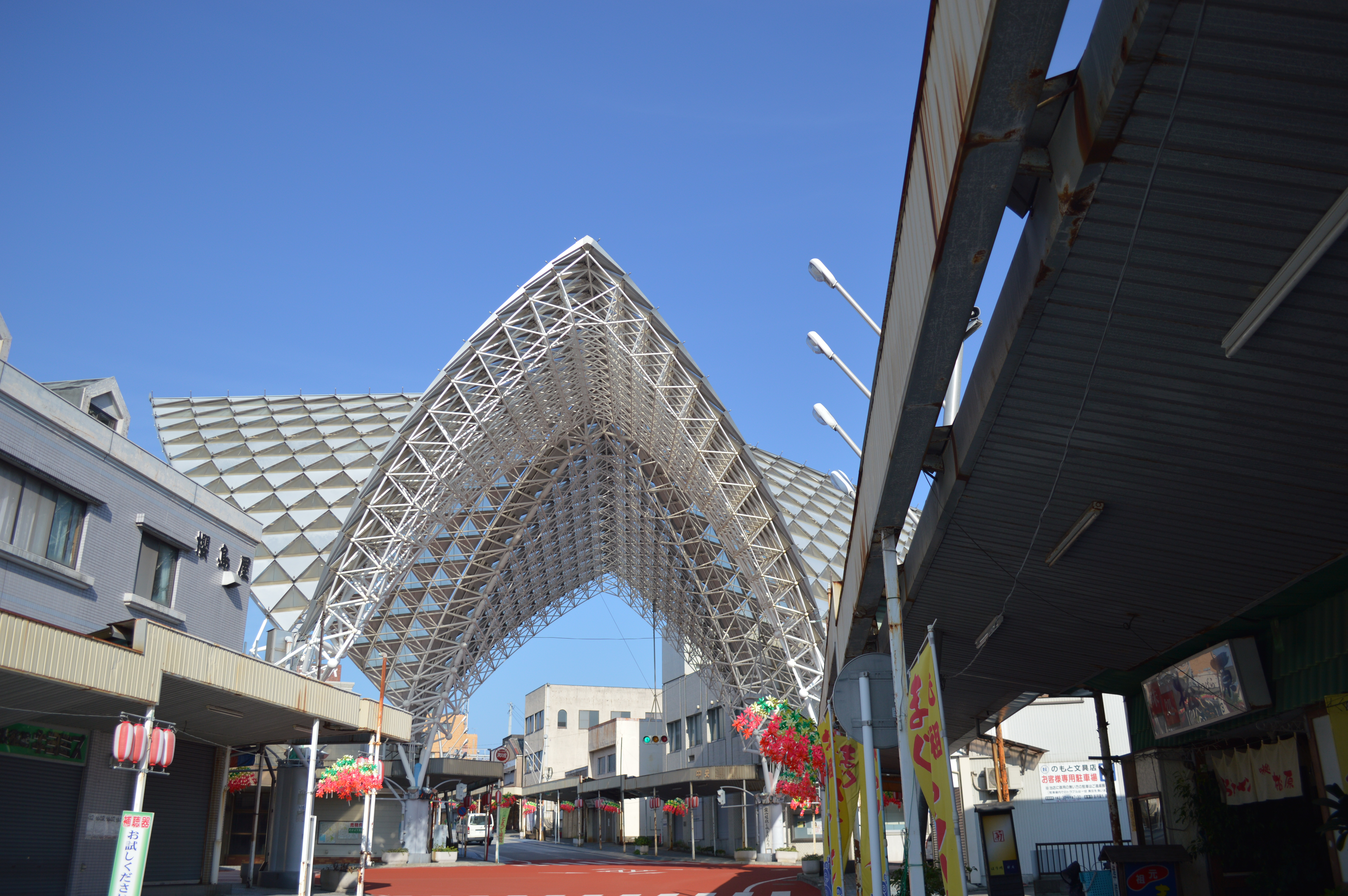
市の中心部の商店街ドリームキャノピーにある屋根（モニュメント）

### 人口
いちき串木野市発足後、人口は減少の一途を辿っている。
| |                                                |  |
| いちき串木野市と全国の年齢別人口分布（2005年） | いちき串木野市の年齢・男女別人口分布（2005年） |  |
| ■紫色 ― いちき串木野市 ■緑色 ― 日本全国 | ■青色 ― 男性 ■赤色 ― 女性                      |  |
| いちき串木野市（に相当する地域）の人口の推移 \| 1970年（昭和45年） \| 38,898人 \| \| \| 1975年（昭和50年） \| 38,151人 \| \| \| 1980年（昭和55年） \| 38,377人 \| \| \| 1985年（昭和60年） \| 37,878人 \| \| \| 1990年（平成2年） \| 36,790人 \| \| \| 1995年（平成7年） \| 35,534人 \| \| \| 2000年（平成12年） \| 34,266人 \| \| \| 2005年（平成17年） \| 32,993人 \| \| \| 2010年（平成22年） \| 31,144人 \| \| \| 2015年（平成27年） \| 29,282人 \| \| \| 2020年（令和2年） \| 27,490人 \| \| |                                                |  |
| 総務省統計局 国勢調査より |                                                |  |
| 1970年（昭和45年） | 38,898人                                       |  |
| 1975年（昭和50年） | 38,151人                                       |  |
| 1980年（昭和55年） | 38,377人                                       |  |
| 1985年（昭和60年） | 37,878人                                       |  |
| 1990年（平成2年） | 36,790人                                       |  |
| 1995年（平成7年） | 35,534人                                       |  |
| 2000年（平成12年） | 34,266人                                       |  |
| 2005年（平成17年） | 32,993人                                       |  |
| 2010年（平成22年） | 31,144人                                       |  |
| 2015年（平成27年） | 29,282人                                       |  |
| 2020年（令和2年） | 27,490人                                       |  |

## 歴史

### 市名の由来
市名のいちき串木野は合併前の市町名の串木野と市来から取られている（詳細は後述）。「いちき串木野市」は、茨城県のつくばみらい市とかすみがうら市と並び、日本一文字数の多い市名である（6文字）。

#### 市名決定の経緯
当初、公募を行いまとめられた候補一覧の中から合併協議会の審議により市の名称についてはれいめい市と決定された。しかし、名称決定後の旧串木野市側の住民説明会にて名称再検討の要請が多数あり、再度協議会にて審議が行われ、いちき串木野市に決定された。なお、「いちき」が平仮名であるのは、当時の市来町で発行していた町会報では平仮名で「いちき」と表記していたため、合併協議会にて平仮名の「いちき」と漢字の「串木野」を提案したところ協議が承認され、市名が決定したという経緯がある。
- 2004年（平成16年）8月26日 - 第10回協議会にて新市名称候補一覧（串木野市、くしきの市、西さつま市、望海市、れいめい市の5案）が提案される[7]。
- 2004年（平成16年）10月14日 - 第12回協議会にて新市の名称をれいめい市と決定する[3]。
- 2004年（平成16年）11月11日 - 第14回協議会にて新市の名称を再協議すると決定[3]。
- 2004年（平成16年）11月19日 - 第15回協議会にて、以前決定したれいめい市といちき串木野市の2案に絞られる[3]。
- 2004年（平成16年）11月22日 - 第16回協議会にていちき串木野市が新市の名称に選ばれる[3]。

### 沿革

#### 明治以降
- 1889年（明治22年）4月1日 - 町村制施行により、現在の市域にあたる以下の町村が発足。いずれも日置郡。
  - 上名村・下名村・串木野町・荒川村・冠岳村・羽島村が合併し、串木野村が発足。
  - 湊町・湊村・大里村・川上村が合併し、西市来村が発足。
- 1930年4月1日 - 西市来村が町制施行。市来町となる。
- 1935年4月1日 - 串木野村が町制施行。串木野町となる。
- 1945年7月30日 - 米軍により空襲（串木野空襲）を受ける。8月9日・12日の3回にわたる[8]。
- 1950年10月1日 - 串木野町が市制施行。串木野市となる。日置郡では唯一単独で市制を施行し、最も早く郡から離脱した町であった。
- 1966年6月16日 - 羽島地区で大火が発生する（羽島大火）[9]。
- 1972年（昭和47）10月24日 - 第27回国民体育大会に出席するために来県した天皇、皇后が串木野市営相撲場に行幸[10]。

#### 平成の大合併

##### 串木野市の動向
- 2002年（平成14年）12月25日 - 川内市、串木野市、樋脇町、入来町、東郷町、祁答院町、里村、上甑村、鹿島村の2市3町3村で川西薩地区法定合併協議会の設置[11]。
- 2003年（平成15年）4月7日 - 串木野市の田畑誠一市長が離脱表明。
- 2003年（平成15年）7月10日 - 串木野市長と串木野市議会の意思統一ができない等の理由により川西薩地区法定合併協議会の休止。

##### 市来町の動向
- 2003年（平成15年）1月21日 - 市来町、東市来町、伊集院町、日吉町、吹上町、金峰町の6町で日置合併協議会の設置[12]。
- 2003年（平成15年）10月14日 - 同年9月中下旬に実施された住民アンケートの結果に基づき、市来町が日置合併協議会より離脱[13]。

##### 串木野・市来合併協議会の設置から合併まで
- 2003年（平成15年）12月18日 - 串木野・市来合併協議会の設置。
- 2005年10月11日 - 串木野市と日置郡市来町が合併し、いちき串木野市となる。同時に市章を制定する[14]。

#### いちき串木野市発足後
- 2008年 - 旧市来町時代から、総額10億円を掛けて建設した市来一般廃棄物利用エネルギーセンターが、技術的問題により正常稼動せず、事業が頓挫する。
- 2015年10月11日 - 合併10周年を記念し、市民歌「故郷 〜輝く未来へ〜」と市民音頭「いちき串木野元気でいこう」を制定[15]。
- 2022年3月22日 - 株式会社ウェイブダッシュが行った「思わず噛んじゃう市の名前ランキング」で全国1位となる。受賞に際しては担当者より「県外へ電話した時に正確な取次は困難であり恐縮することも度々ありますが、PRイベントでは「いちき串木野」を3回噛まずに言うゲームを実施し、言いにくいことを利用してきました」というコメントが寄せられている[16]。

## 行政

### 市長
- 市長: 中屋謙治（2021年11月13日就任、1期目）

#### 歴代市長
| 代   | 氏名       | 就任年月日     | 退任年月日     | 備考                                                   |
| ---- | ---------- | -------------- | -------------- | ------------------------------------------------------ |
|      | 大久保幸夫 | 2005年11月27日 | 2009年11月12日 | 職務執行者（新市発足から初代市長選出まで）、旧市来町長 |
| 初-4 | 田畑誠一   | 2005年11月13日 | 2021年11月12日 | 通算4期                                                |
| 5    | 中屋謙治   | 2021年11月13日 | 現職           |                                                        |

### 市の行政機関
- いちき串木野市役所
- いちき串木野市市来庁舎

### 県の行政機関
- 鹿児島県警察：いちき串木野警察署

### 国の行政機関
- 第十管区海上保安本部 : 串木野海上保安部

### 海外
- サリナス市（アメリカ合衆国カリフォルニア州）
1979年姉妹都市提携（旧 串木野市）
2006年いちき串木野市とサリナス市で再調印

## 経済

### 産業

#### 商工会議所・商工会
- いちき串木野商工会議所
- 市来商工会

#### 事業所を置く主要企業
- プリマハム
- 石丸

#### 本社を置く主要企業
- 濵田酒造
- 若松酒造
- 田崎酒造
- 吉村醸造
- 美坂屋 : 2009年6月、本社機能を鹿児島市に移転。
- 南国ゴム
- 勘場蒲鉾店
- 高浜蒲鉾
- プラザナカシン
- センターフーズ

#### 主要小売店

##### コンビニエンスストア
- ファミリーマート(※全店とも鹿児島銀行ATMを併設。)
  - 串木野須納瀬店
  - 串木野インター前店
  - 天狗屋市来店
  - 串木野西塩田店（旧エブリワン西塩田店）
- ローソン(※全店ともローソン銀行ATMを設置。)
  - 串木野神村学園前店
  - 串木野大原店(旧サンクス串木野大原店)
- セブン-イレブン(※全店ともセブン銀行ATMを併設。鹿児島銀行は利用不可。)
  - 串木野浜ヶ城店
  - 串木野インター店
  - いちき庁舎前店
  - いちき大里店

##### その他
- だいわ串木野店
- タイヨー串木野店
- ニシムタ串木野店(生活館・食鮮館)
- エーコープ（農協系）
  - 串木野店
  - 大里店
- ナフコ串木野店
- マツモトキヨシ串木野駅前店
- ドラッグイレブン串木野店
- ドラッグストアモリ串木野店
- コスモス薬品
  - 市来店
  - 串木野店
- コメリハード＆グリーン市来店

#### 特産物
薩摩揚げ（つけあげ）
勘場蒲鉾店などが全国販売。
焼酎
濵田酒造の海童が特に有名。
ラーメン
2000年頃に市のPRとして飲食店店主や食品関連会社、地元飲食業組合が集まって、まぐろラーメンを開発した。マグロの頭などでスープを作り、マグロのヅケ、ステーキなどがトッピングされるのが特徴。市内食品企業によるインスタントラーメンも販売されている。
カレー（いちきポンカレー）
市内の市来地区の飲食店数店によりいちきポンカレーが開発された。市内外で概ね好評であり、鹿児島県と宮崎県のファミリーマートでも期間限定で発売されていたことも。吹上浜荘、焼酎とお食事処「伝兵衛」などで食べられる。

### 石油備蓄事業
- 串木野国家石油備蓄基地 : 同基地は175万キロリットル（日本国内の約3日分の使用量）を備蓄している[17]。
  - ちかび展示館 : 串木野国家石油備蓄基地の展示施設。建設時の作業用トンネルを利用している[18]。

### 漁業
串木野漁港・羽島漁港・土川漁港・市来漁港・戸崎漁港の5か所の漁港がある。市域の中央部にある市内最大の串木野漁港は、遠洋漁業の基点であり、マグロの水揚げが多い。

### 郵便
- 串木野郵便局

### 教育

#### 高等学校
公立
- 鹿児島県立市来農芸高等学校
- 鹿児島県立串木野高等学校
- 鹿児島県立串木野特別支援学校

私立
- 神村学園高等部

#### 中学校
公立
- いちき串木野市立市来中学校
- いちき串木野市立串木野中学校
- いちき串木野市立串木野西中学校
- いちき串木野市立生冠中学校
- いちき串木野市立羽島中学校

私立
- 神村学園中等部

#### 小学校
公立
- いちき串木野市立旭小学校
- いちき串木野市立荒川小学校
- いちき串木野市立市来小学校
- いちき串木野市立川上小学校
- いちき串木野市立冠岳小学校（2021年3月閉校）
- いちき串木野市立串木野小学校
- いちき串木野市立生福小学校
- いちき串木野市立照島小学校
- いちき串木野市立羽島小学校
- いちき串木野市立土川小学校（2010年閉校）

私立
- 神村学園初等部

## 交通

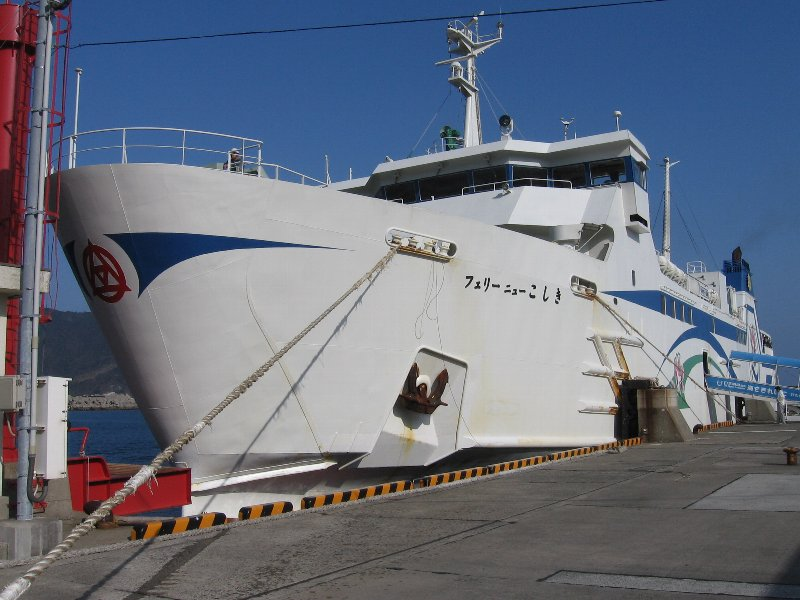
串木野港と甑島列島を結ぶ甑島商船

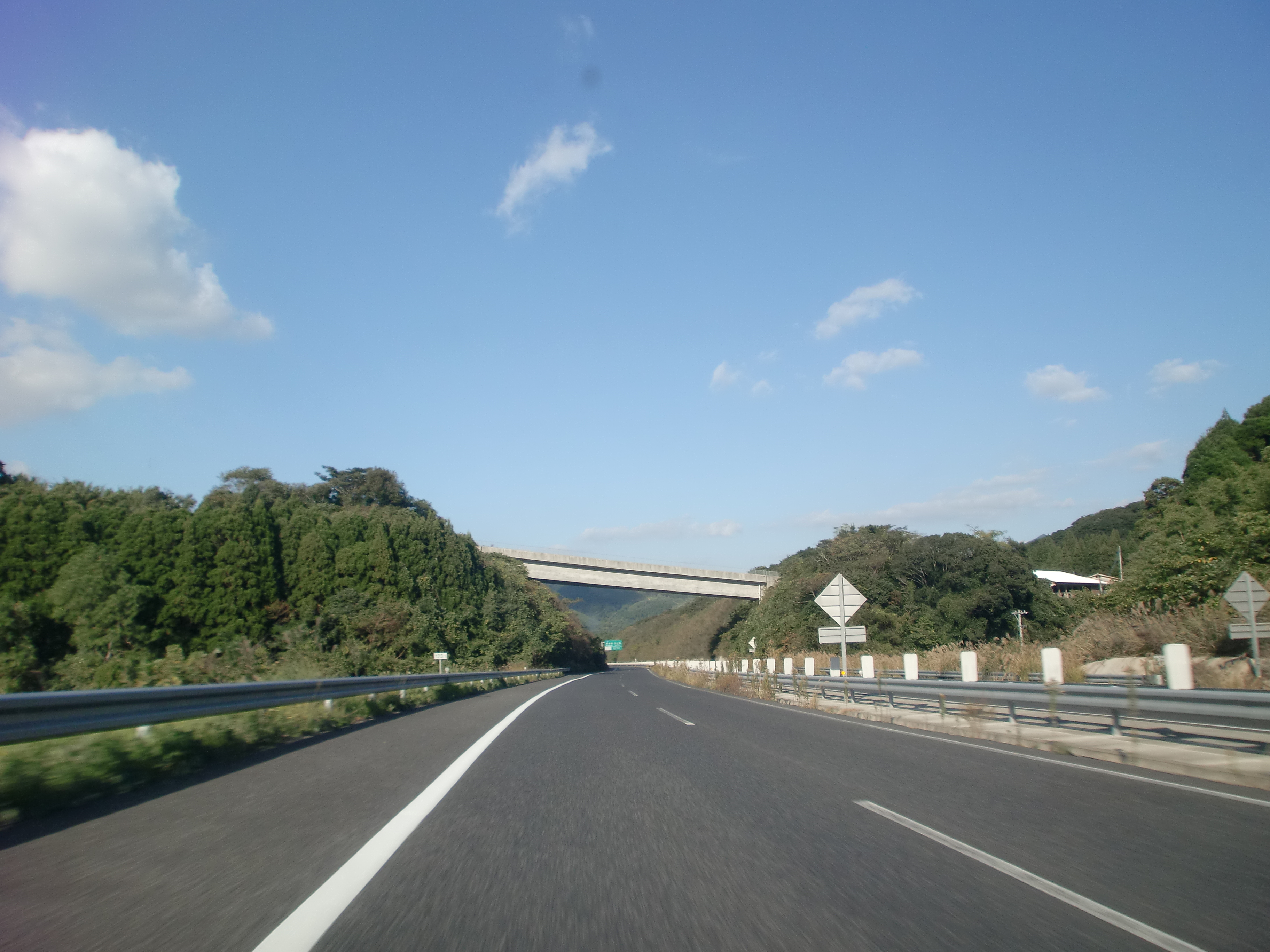
いちき串木野市を通る南九州西回り自動車道

### 鉄道
- 九州旅客鉄道（JR九州）鹿児島本線

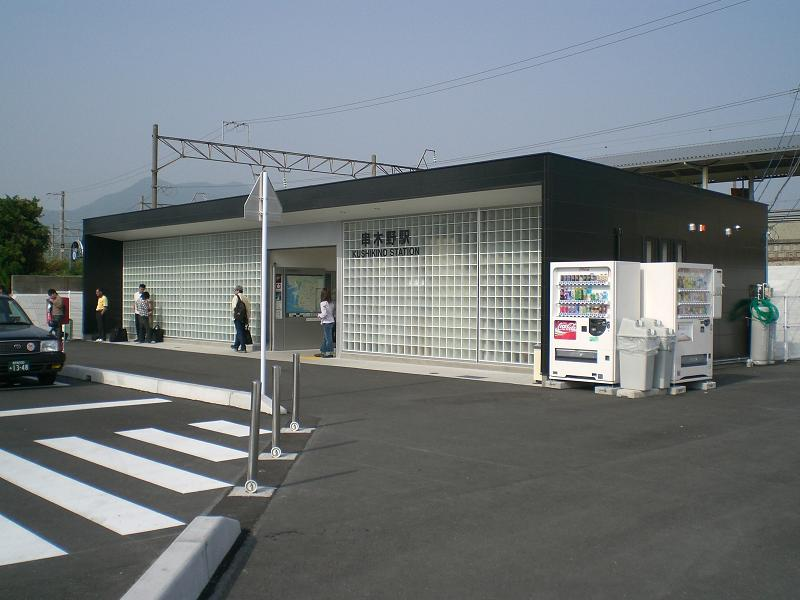
串木野駅
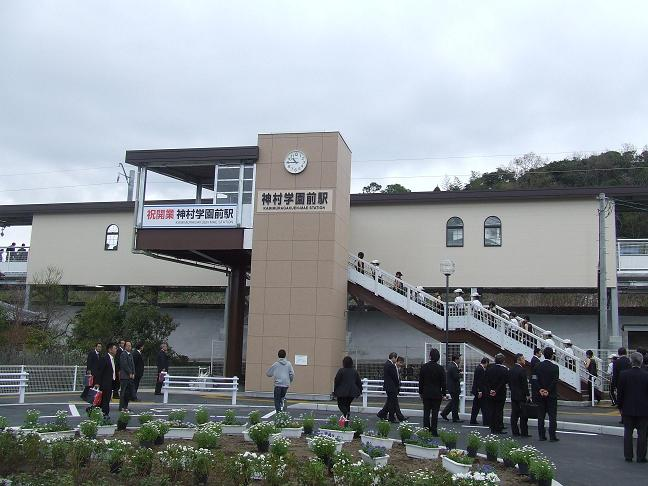
神村学園前駅
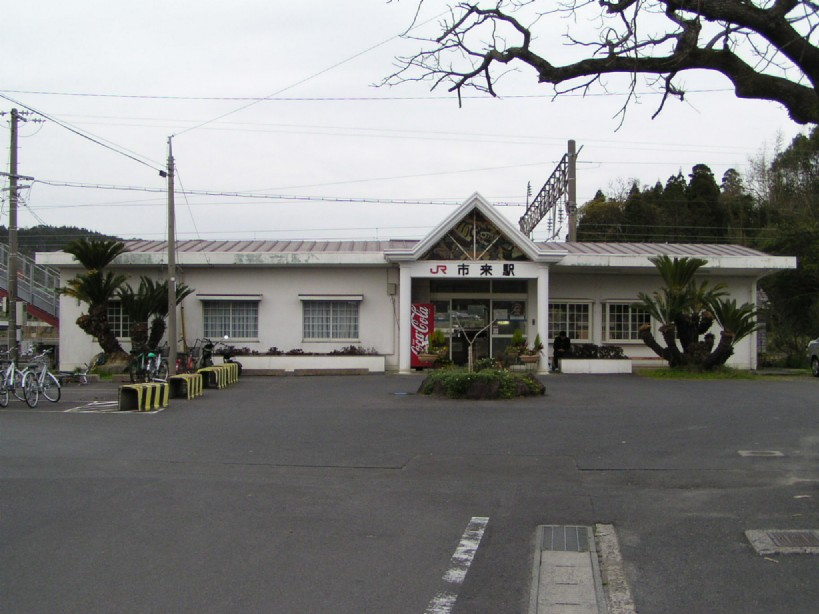
市来駅

- 中心となる駅：串木野駅
- その他、九州新幹線が川内駅 - 鹿児島中央駅間で 6 km 弱にわたって当市を通過しているが、市内に駅はなく、ほとんどがトンネル区間である。

### バス
- 鹿児島交通 - 市内路線のほか、日置市を経由して鹿児島市といちき串木野市を結ぶ路線、いちき串木野市と鹿児島市を結ぶ高速バス路線、薩摩川内市を経由していちき串木野市とさつま町を結ぶ路線を運行する。
- いちき串木野いきいきバス - いちき串木野市が鹿児島交通に委託して運行する。串木野地域と市来地域の一部。
- 南国交通 - 薩摩川内市コミュニティバス川内駅～串木野新港線を運行する。いちき串木野市内のバス停は串木野新港のみ。

### 乗合タクシー
- いちき串木野いきいきタクシー：（第一交通 (川内)委託/市来地域と串木野地域の一部）

### 航路
- 甑島商船 - 串木野新港～甑島列島間の航路。(「フェリーニューこしき」のみ)

### 道路

#### 高速道路
- E3A 南九州西回り自動車道（南九州自動車道）
  - 串木野インターチェンジ - 市来インターチェンジ

#### 一般国道
- 国道3号
- 国道270号

#### 県道
主要地方道
- 鹿児島県道38号串木野港線
- 鹿児島県道39号串木野樋脇線
- 鹿児島県道43号川内串木野線

一般県道
- 鹿児島県道306号戸崎湯之元停車場線
- 鹿児島県道307号市来停車場線
- 鹿児島県道308号郷戸市来線
- 鹿児島県道310号串木野停車場線
- 鹿児島県道312号島平酔尾線
- 鹿児島県道313号荒川川内線

## 名所・旧跡・観光スポット・祭事・催事

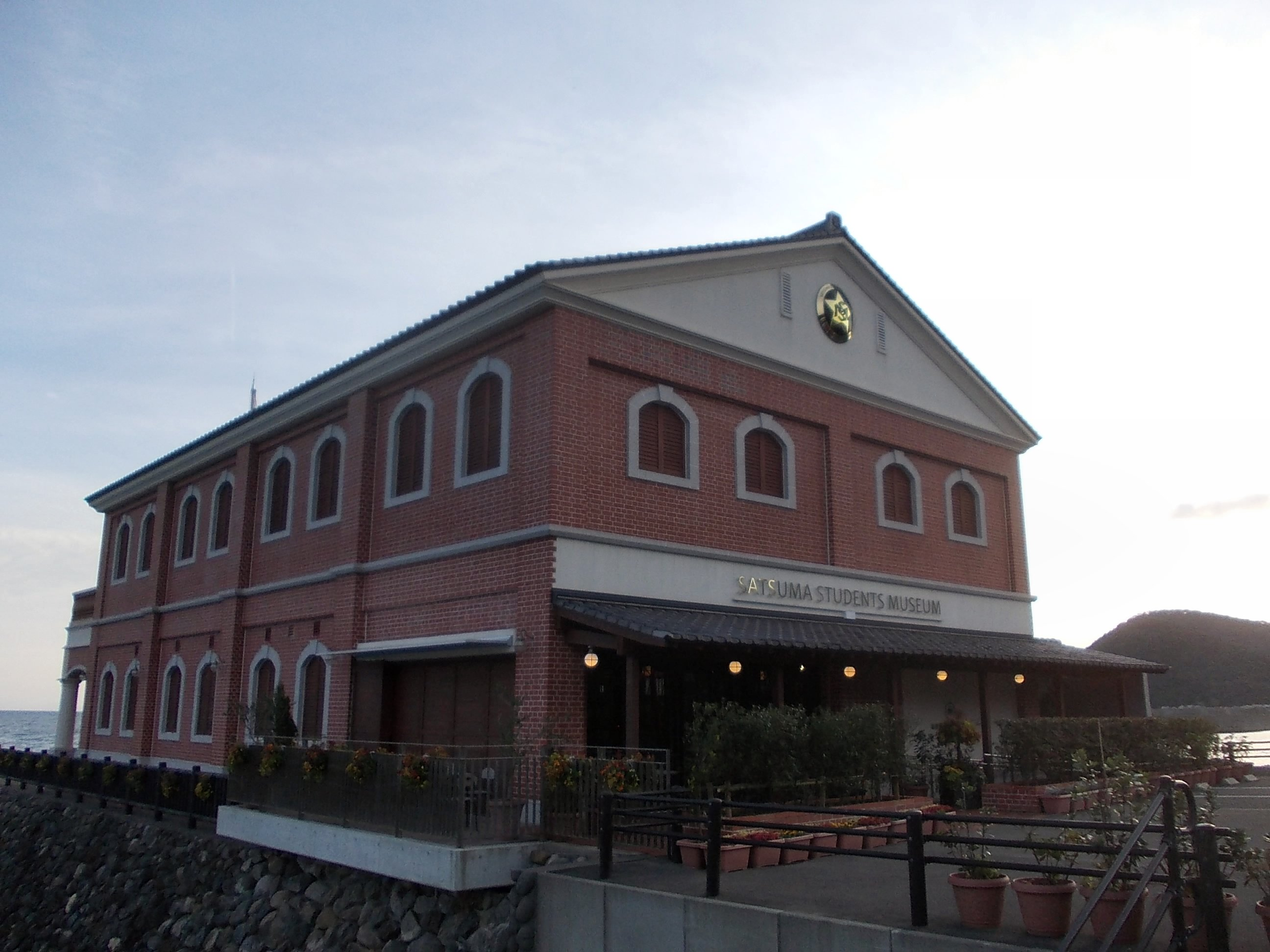
羽島にある薩摩藩英国留学生記念館

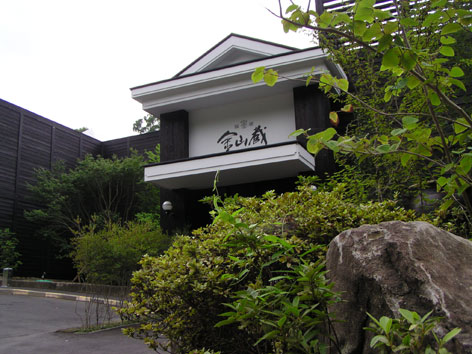
薩摩金山蔵

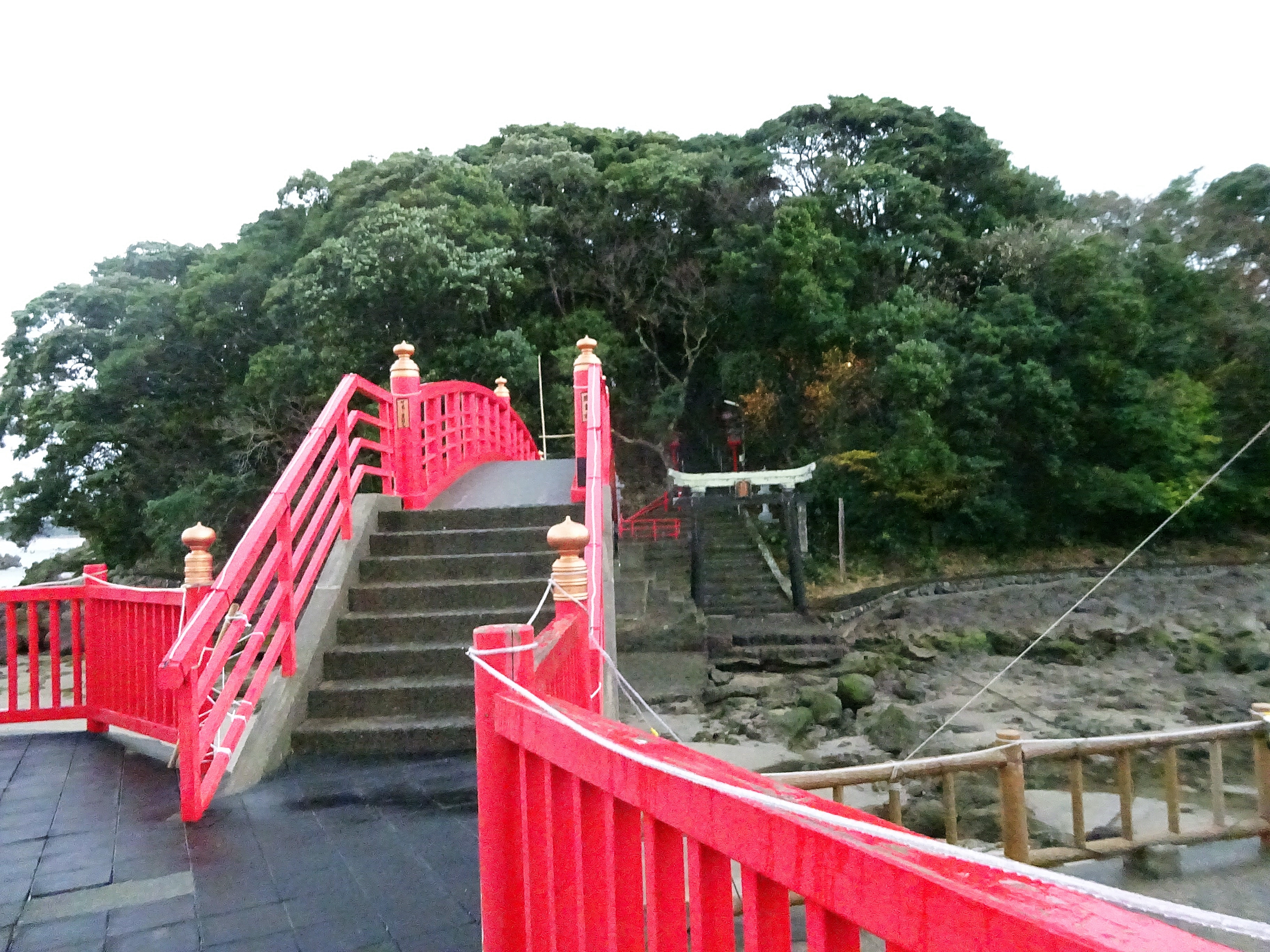
照島にかかる照島橋と照島神社

### 観光スポット
- 白浜温泉
- 薩摩金山蔵
- 焼酎蔵薩洲濵田屋伝兵衛
- 冠嶽山鎭國寺頂峯院
- 来迎寺
- 照島神社（照島）
- 薩摩藩英国留学生記念館

### イベント・祭事・催事

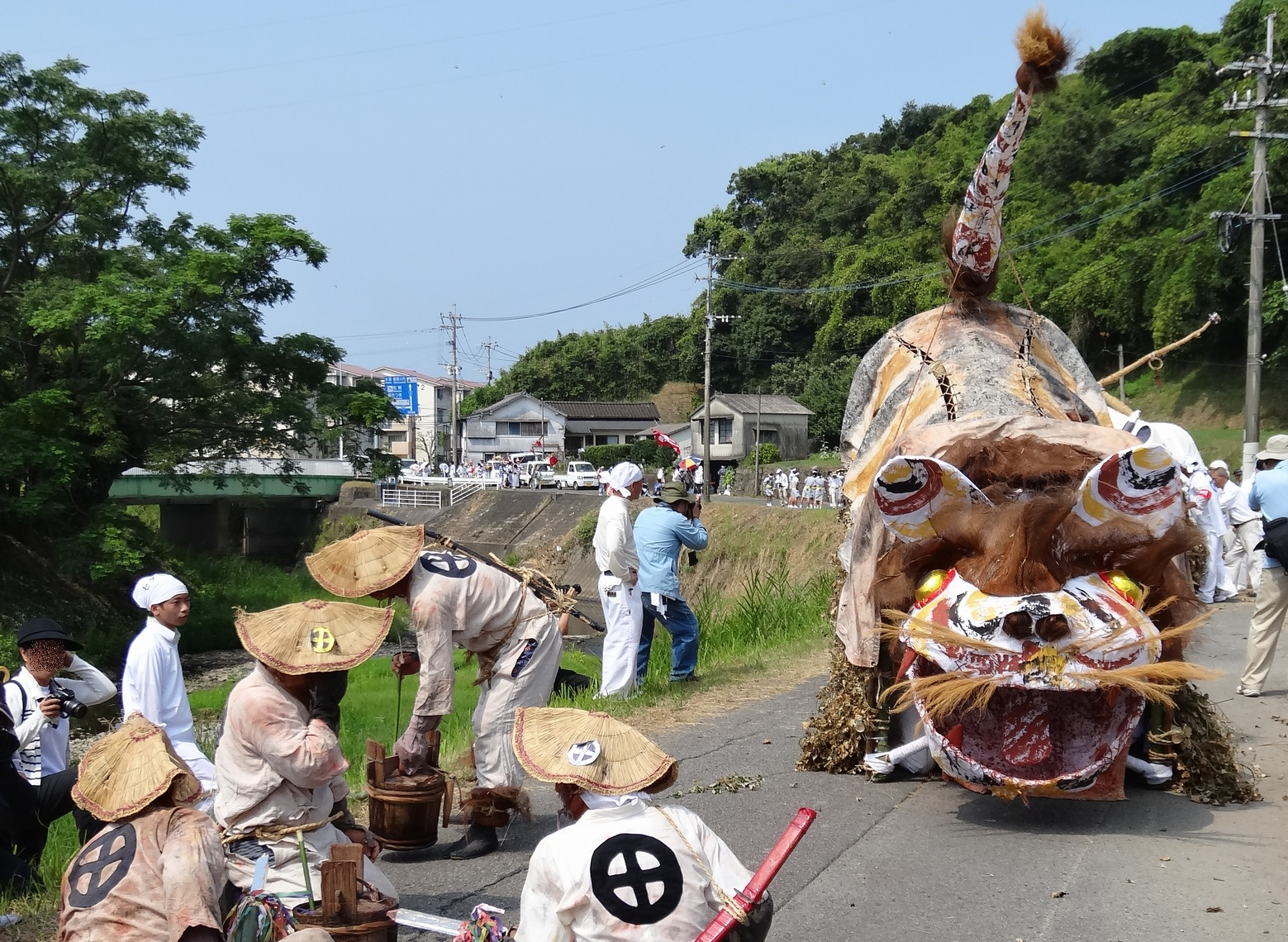
七夕踊

3月「羽島崎神社太郎太郎祭り」

4月中旬「串木野浜競馬」
照島海岸で行われる春の風物詩。
4月下旬「串木野まぐろフェスティバル」
串木野漁港外港で行われている春の風物詩。串木野を本拠としているSASUKE完全制覇者・長野誠監修のもと、SASUKEのデモンストレーションコースが毎年設置されている。
6月下旬 - 7月初旬頃「納涼祭」
農協敷地内で開催。婦人会によるうどん販売が好評で、それを食べに内外から客が集まる。ステージでは鹿児島ローカルのタレントが出演したり、演歌歌手、日本舞踊など多彩。祭り終了後、少量ではあるが花火を打ち上げることがある。
7月中旬 - 下旬頃「六月灯」
旭町商店街道路を歩行者天国にして縁日とする。商工会議所、各店舗の出店など。
7月下旬頃「串木野さのさ祭り　前夜祭／本祭り」
前夜祭
主に土曜日開催。噴水側からピラード浜町までを歩行者天国に。
- 噴水側：バブル期までは即席おばけ屋敷が慣行されていた。現在は例年アマチュアバンドの演奏会。コピーバンドからオリジナルまで出演者は幅広い。
- 中央交差点：カラオケ大会が例年行われていたが、現在はダンス大会開催が中心。中央部に位置することから見物客が多い。
- ピラード浜町入り口側：婦人会などの民謡や踊りが中心。年によっては開催されない。

本祭り
主に日曜日開催。さのさ傘かむりを被り、着物を着た女性達が行列で「さのさ節」「はんや音頭」の音楽で踊り市中を練り歩く。「踊り染め」とも言う。
7月下旬 8月上旬頃「祇園祭」

7月下旬 - 8月上旬頃「サマーフェスタ in 市来」

8月上旬 - 中旬頃「七夕踊」
踊りの起源は約400年前に遡り、島津義弘の朝鮮の役での活躍を称えたものとして踊られたのが始まりと一般に伝えられている。その約90年後、金鐘寺住職の捨範叟と地頭の床濤到住が大里水田への用水路建設を実施し、天和4年（1684年）に用水路が完成、大里水田開拓を記念して再び踊り始められた。大里地区出身者は、必ず一度は太鼓を打たないといけないと言われ、県外に出ている者も毎年この踊りに参加するために帰省する。厳しい戒律のもと、約300年もの間踊りつづけられ、国の重要無形民俗文化財に指定されている。現在も8月5日から11日までの間の日曜日に開催され、太鼓踊りを中心に牛・虎・鶴・鹿などの作り物や、大名行列、琉球王行列、薙刀行列、甲冑行列などの行列ものが繰り出す。踊る場所も数多く、大里地区の様々な神や先祖霊に踊りを奉納することにより豊作を願っている。
8月下旬頃「川上踊」

9月中旬 - 10月初旬「農協秋祭り（正式名称不明）」
農協敷地内で開催。縁日。婦人会のうどん販売は納涼祭と秋祭りのどちらかのみになることもある。
10月下旬の土･日「いちき串木野 〜地かえて祭り〜」
市内の商工業、農林業、水産業等の各業界が一体となり、食の安心、安全をメインテーマに地産地消を推進し、バラエティで魅力満載のイベントが、串木野新港隣接会場で開催されているが、「濵田酒造傅藏院蔵の新酒まつり」も同時開催されている。
10月下旬の土曜日「いちき串木野花火大会」（「いちき串木野 〜地かえて祭り〜」の開催日の土曜日の夜）
串木野新港沖で花火を打ち上げる。水中花火が有名。以前は夏に開催していたが、開催時期を地かえて祭りに合わせて、秋に変更された。沿岸部のため荒川・羽島方面の海岸で花火を見ることができるので、高台からの見物客も多い。
11月23日「かんむり嶽参り」
平成2年から実施され、毎年11月23日の冠嶽神社大祭と冠岳山鎮国寺頂峯院の柴燈護摩供養と同時に冠岳花川砂防公園で物産展が開催され、県内外の物産の即売と郷土芸能など多彩な催しが行われる。

## 出身の人物
※〔串木野〕旧串木野市地域出身者、〔市来〕旧市来町地域出身者

### 歴史上の人物
- 島津豊久（戦国武将）〔串木野〕

### 政治・行政
- 奥田栄之進（衆議院議員、貴族院議員）〔串木野〕
- 海江田平治（貴族院議員）〔市来〕
- 海江田準一郎（衆議院議員、貴族院議員）〔市来〕
- 高崎親章（警察官僚・内務官僚、貴族院議員）〔市来〕
- 立川宗保（農林官僚、日本食糧倉庫社長、大日本蚕糸会会頭）〔串木野〕
- 中尾辰義（参議院議員）〔串木野〕
- 中垣國男（衆議院議員、法務大臣）〔市来〕
- 橋口行彦（鉄道技師、鉄道大臣官房研究所所長、串木野市初代市長）〔串木野〕
- 長谷場純孝（衆議院議長・議員、文部大臣）〔串木野〕

### 経営者
- 植之原道行（日本電気副社長最高技術経営者、特別顧問、顧問、工学者〈電子工学、半導体デバイス開発〉、多摩大学名誉教授）〔串木野〕
- 川北徹（三井金属鉱業社長、相談役）〔串木野〕

### 研究者
- 阿蘇瑞枝（国文学者〈万葉集研究〉、日本女子大学教授、共立女子大学教授）
- 冨永茂人（農学者・園芸学者〈果樹栽培学、島嶼農業研究、農業環境論〉、鹿児島大学名誉教授）〔串木野〕
- 恒吉法海（ドイツ文学者、日本翻訳文化賞受賞者、九州大学名誉教授）〔串木野〕
- 春田一夫（法学者〈民法〉、九州国際大学学長・名誉教授）〔市来〕
- 本田睦（工学者〈流体力学・高速空気力学〉、東北大学名誉教授）〔串木野〕

### 歌人
- 萬造寺齊（歌人、小説家）〔串木野〕

### 映画監督
- 尾上克郎（特撮監督）

### 俳優・声優
- 上白石萌歌（女優）〔串木野〕
- 上白石萌音（女優）〔串木野〕
- 西守正樹（俳優）

### モデル
- 小泉里子（モデル）〔串木野〕

### ミュージシャン
- ジミー入枝（ミュージシャン、ディスクジョッキー）
- ゆうき（ミュージシャン〈アンティック-珈琲店-〉）
- TAKERU（歌手）
- Tainy (ダンサー、タレント)

### スポーツ選手
- 赤﨑秀平（元サッカー選手）
- 飯山裕志（元プロ野球選手）〔市来〕
- 上夷克典（サッカー選手）
- 進垣リナ（元女子プロレスラー、2AWスタッフ）
- 節政貴弘（元バスケットボール選手、解説者）
- 大六野秀畝（陸上競技選手）